# Kottgeisering
Kottgeisering – miejscowość i gmina w Niemczech, w kraju związkowym Bawaria, w rejencji Górna Bawaria, w regionie Monachium, w powiecie Fürstenfeldbruck, wchodzi w skład wspólnoty administracyjnej Grafrath. Leży około 12 km na południowy zachód od Fürstenfeldbruck, przy linii kolejowej Monachium – Memmingen.

## Demografia
Dane o ludności z 31 grudnia 2008:
| Opis                                | Ogółem | Ogółem | Kobiety | Kobiety | Mężczyźni | Mężczyźni |
| ----------------------------------- | ------ | ------ | ------- | ------- | --------- | --------- |
| Jednostka                           | osób   | %      | osób    | %       | osób      | %         |
| Populacja                           | 1584   | 100    | 787     | 49,68   | 797       | 50,32     |
| Wiek przedprodukcyjny (0–17 lat)    | 322    | 20,33  | 150     | 9,47    | 172       | 10,86     |
| Wiek produkcyjny (18–65 lat)        | 976    | 61,62  | 487     | 30,74   | 489       | 30,87     |
| Wiek poprodukcyjny (powyżej 65 lat) | 286    | 18,06  | 150     | 9,47    | 136       | 8,59      |

## Polityka
Wójtem gminy jest Josef Drexler z CSU, rada gminy składa się z 12 osób.
|      | CSU | SPD | FW | Zieloni | BV | Razem |
| 2008 | 5   | -   | 1  | 2       | 4  | 12    |
| 2002 | 5   | 1   | 1  | 2       | 3  | 12    |